# Adrienne Wilkinson
Pour les articles homonymes, voir Wilkinson.
Adrienne Wilkinson (née Adrienne Marie Wilkinson le 1er septembre 1977 à Memphis dans le Missouri) est une actrice américaine.

## Biographie
Adrienne Wilkinson commence dès l'âge de deux ans à prendre des leçons de danse et se produit ainsi sur différentes scènes durant ses études. Adrienne Wilkinson étudie durant le secondaire à Kickapoo High School à Springfield dans le Missouri. Elle déménage ensuite à Los Angeles pour y devenir actrice. Elle est l'ainée d'une famille de trois filles et d'un garçon. Sa sœur, Tracey Bradley, est productrice et directrice de Pulse Studios. Son autre sœur Aimee Wilkinson est musicienne. Les trois sœurs ont ainsi travaillé ensemble dans le film Expectation en 2005.

## Carrière
Adrienne Wilkinson est notamment connue pour son rôle de Eve, la fille de Xena dans la série télévisée Xena, la guerrière.
Elle commença sa carrière en 1996 dans un épisode de la série télévisée Sweet Valley High avant de participer à Sauvés par le gong : la nouvelle classe, Chicken Soup for the Soul. En 2001, elle apparaît plusieurs fois dans l'émission Undressed de la chaîne MTV. En 2002, elle interprète Nikki dans la série américaine As If. En 2003, elle apparaît dans les séries Angel et Des jours et des vies. En 2005, elle apparaît dans la huitième saison de la série Charmed en tant que Julie Bennett. On la voit aussi dans  Eyes et dans la série dramatique Urgences.
Elle participe également à plusieurs films comme Reflections, Lakeshore Drive, Pomegranate et Interceptor Force 2.
L'actrice a également prêté sa voix pour plusieurs publicités, films animés et jeux vidéo en version anglophone. Elle donne par exemple sa voix au personnage Maris Brood, la femme Jedi, dans la version originale du jeu vidéo  Star Wars : le Pouvoir de la force sorti en 2008. Non seulement, elle prête sa voix dans ce jeu mais elle a également prêté son physique pour la réalisation du personnage animé.
Adrienne est finalement active dans différentes actions caritatives d'alphabétisation, de protection de l'enfance et de la protection animale.

## Filmographie
- 1996 : Return, Girl
- 1997 : Sauvés par le gong : la nouvelle classe, Sonya
- 2000–2001 : Xena, la guerrière, Eve
- 2001 : Undressed, Lois
- 2002 : As If, Nikki
- 2002 : Interceptor Force 2 : Dawn DeSilvia
- 2003 : Angel, The flapper
- 2003 : Des jours et des vies, Linda Browning
- 2005 : Pomegranate, Commercial Actress
- 2005 : Eyes, Melody
- 2005 : Urgences, Jessica
- 2005 : Charmed, Julie Bennett
- 2006 : Yesterday's Dream, Emily
- 2006 : WalkAway, Mystery Woman
- 2006 : Expectation, The Girl Next Door
- 2006 : Going Up!, Mary
- 2006 : Lakeshore Drive, Sally Stein
- 2008 : Reflections, Carol Anderson
- 2013 : L'Arène (Raze) de Josh C. Waller : Nancy
- 2015 : Star Trek: Renegades, Lexxa Singh

### Jeux vidéo
- 2003 : kill.switch, Duchess
- 2004 : Scooby Doo 2, Daphne
- 2004 : EverQuest II, Danielle Clothespinner/Andrea Dovesong/Breeza Harmet
- 2005 : Neopets: The Darkest Faerie, Malice
- 2006 : The Sopranos: Road to Respect, Multiple characters
- 2007 : Bratz 4 Real, Meredith
- 2008 : Saints Row 2, Sorority Girl/Stewardess/Hippy/Stripper
- 2008 : Star Wars : le Pouvoir de la force, Maris Brood
- 2008 : Command and Conquer 3 : La Fureur de Kane, Zone Raider

## Récompenses et nominations
| Année | Évènement                           | Film        | Récompense        | Résultat          |
| ----- | ----------------------------------- | ----------- | ----------------- | ----------------- |
| 2008  | Beverly Hills Shorts Festival       | Reflections | Meilleure actrice | Gagnante          |
| 2008  | Long Island International Film Expo | Reflections | Meilleure actrice | Mention Honorable |